# Синантропна рослинність
Синантропна рослинність — рослинність, яка отримує переваги з антропогенних заходів зміни середовища і, отже, поширюється поблизу антропогенних ландшафтів (поля, пасовища, дороги, населені пункти, житла).
Флороценотип синантропної рослинності включає три ценоелементи: сегетальний, рудеральний та урбанізований.